# Allerkindleinsflut
Die Allerkindleinsflut war eine verheerende Sturmflut, die am 28. Dezember 1248 vor allem die Westküste Schleswig-Holsteins und das Elbgebiet heimsuchte. Der 28. Dezember 1248 ist der Tag der unschuldigen Kinder; er gab der Sturmflut den Namen. Nach anderen Quellen ereignete sie sich 1249.

## Folgen
Die Sturmflut trennte an der Nordseeküste die Westfriesischen Inseln vom Festland, zerstörte in der Elbe Teile des ersten Deichsystems, verwüstete weite Teile des Gebietes der Haseldorfer Marsch und trennte die heutigen Inseln Altenwerder und Finkenwerder von der eingedeichten damaligen Elbinsel Gorieswerder. Die Zahl der Opfer im Elbgebiet und in Nordfriesland ist nicht genau bekannt. Ein Kirchspiel an der Westseite Röms bei Husum wurde von der Sturmflut verwüstet.